# Anisopodus arachnoides
Anisopodus arachnoides là một loài bọ cánh cứng trong họ Cerambycidae.